# Abu l-Hassan Xamsabadi
L'aiatol·là Abu-l-Hassan Xamsabadi (1908-1976) fou un influent líder religiós (mújtahid) d'Esfahan, d'una família originària del Mazanderan establerta al segle xix a Esfahan.
Va dedicar la seva vida a estudis religiosos; després de retornar d'uns anys d'estudis a Nadjaf es va fixar a Esfahan on va guanyar progressivament reputació de gran líder religiós i fou representant primer de l'aiatol·là Koi i després de l'aiatol·là Khomeini.
El 7 d'abril de 1976 quan anava cap a la mesquita, fou segrestat per desconeguts que se'l va emportar en un cotxe i poc després el seu cos fou trobat escanyat amb el seu propi turbant. La seva mort va provocar una gran protesta i el basar de la ciutat va tancar.
Fou acusat de la mort el cap religiós Sayyid Mahdi Hashemi i cinc col·laboradors, coneguts opositors al xa, però el poble acusava al govern. Hasehmi fou condemnat a mort però la sentencia fou commutada. Quan els religiosos van prendre el poder van posar el cas entre els no resolts, i sospitaven de la policia política del xa (la SAVAK)